# مستشفى رأس الخيمة
تم تأسيس مستشفى رأس الخيمة في عام 2007 ، وهي العلامة التجارية الرائدة لمجموعة الرعاية الصحية العربية وهي واحدة من أكثر المستشفيات الخاصة في دولة الإمارات العربية المتحدة.
لعب مستشفى رأس الخيمة دورًا محوريًا في تعزيز مكانة دولة الإمارات العربية المتحدة في مجال السياحة العلاجية من خلال تلبية احتياجات عدد كبير من المرضى الذين يزورون الدولة للحصول على رعاية طبية فعالة من حيث التكلفة وموثوقة. يستقطب المستشفى المرضى الدوليين من دول مجلس التعاون الخليجي وإفريقيا والعديد من دول جنوب آسيا بشكل مستمر. بالإضافة إلى ذلك ، ولتسهيل الإجراءات على المرضى الأجانب ، فقد أنشأت مكاتب تمثيلية تعمل في العديد من البلدان بما في ذلك إثيوبيا ونيجيريا وكينيا وغانا وعمان.

## مجالات التخصص
تشمل مراكز الرعاية الصحية المتقدمة في المستشفى ما يلي:
- أمراض القلب وجراحة القلب
- جراحة العظام
- جراحات المناظير وجراحة السمنة
- جراحة الأعصاب والعمود الفقري
- جراحة المسالك البولية
- مركز رأس الخيمة للعناية بالعيون
- العلاج الطبيعي وإعادة التأهيل
- العلاج السويسري فحص صحي

ويعتبر مستشفى رأس الخيمة رائدًا في جراحة القلب ، ويضم مختبرًا مجهزًا بالكامل لقسطرة القلب يعمل على مدار الساعة وطوال أيام الأسبوع وبإعداد كامل في الفيزيولوجيا الكهربية ، وهو على استعداد للتعامل مع حالات الطوارئ والعمليات الجراحية عالية الخطورة بمعدل نجاح مرتفع. يقدم القسم خدمات مثل علاج الذبحة الصدرية وعدم انتظام ضربات القلب وانسداد الشرايين التاجية وأمراض صمامات القلب بالإضافة إلى مجموعة كاملة من جراحات القلب. فريدة من نوعها في الإمارات العربية المتحدة هي حقيقة أن جراحة القلب التاجية في المستشفى يتم إجراؤها على أساس "القلب النابض" - وهو تحد أكبر للفريق ولكنه حقًا يحسن النتائج.
ويفخر مستشفى رأس الخيمة بقدرته على إحداث ثورة في مجال رعاية العظام في الإمارات العربية المتحدة ، حيث قدم زراعة الركبة القائمة على الجيروسكوب واستخدام العلاج بالخلايا الجذعية في علاج التهاب المفاصل والقضايا الأخرى المتعلقة بالمفاصل. يقدم المركز تشخيصًا وعلاجًا وإعادة تأهيل متخصصين للبالغين والأطفال المصابين باضطرابات العظام أو المفاصل أو النسيج الضام.
وعلى صعيد جراحات المناظير وجراحة السمنة أجرى مستشفى رأس الخيمة العديد من العمليات الجراحية بالمنظار وجراحة السمنة ، واكتسب سمعة طيبة في حل الإجراءات الحرجة والمعقدة بنجاح. بدعم من الجراحين المهرة الذين يتمتعون بالبراعة في تنفيذ مثل هذه الإجراءات ، اكتسب المستشفى ثقة متزايدة بين السكان المحليين وكذلك السياح الطبيين الذين يتطلعون إلى المستشفى لتزويدهم بالخبرة الجراحية الممتازة. من الناحية العملية ، يتم إجراء جميع العمليات الجراحية الكبرى بأدنى حد من التدخل الجراحي مع فوائد كبيرة للمرضى عندما يتعلق الأمر بوقت التعافي والراحة بعد الجراحة.

## الجوائز والإنجازات
| العام | الجائزة                                                                            |
| ----- | ---------------------------------------------------------------------------------- |
| 2021  | جائزة أفضل مبادرة جودة في الرعاية الصحية (The Economic Times)                      |
| 2021  | أفضل رعاية المجتمعية (مؤتمر القيادة العالمية والجوائز)                             |
| 2021  | جائزة كوفيد-19 للتميز في الرعاية الصحية - التميز في القيادة (المجلس الطبي العالمي) |
| 2020  | جوائز جولدن جلوب تايجر - تميز العلامة التجارية                                     |
| 2020  | أعيد اعتمادها من قبل اللجنة المشتركة الدولية                                       |
| 2019  | اعتماد TEMOS الدولي                                                                |
| 2019  | أفضل مستشفى للتميز الطبي - المجلس الطبي العالمي                                    |
| 2019  | حائز على جائزة العلامة التجارية الفائقة                                            |
| 2019  | حائز على جائزة الشيخ خليفة للتميز                                                  |
| 2019  | حصل على جائزة محمد بن راشد آل مكتوم لتميز الأعمال.                                 |
| 2018  | جوائز أيقونات الصحة - سنغافورة                                                     |
| 2018  | جائزة مجلة الصحة - أفضل بناء                                                       |
| 2018  | جائزة الصحة الذكية - الإمارات                                                      |
| 2017  | جوائز مجلة الصحة - أفضل بيئة                                                       |
| 2017  | أعيد اعتمادها من قبل اللجنة المشتركة الدولية                                       |
| 2016  | حاصل على "جائزة آسيا للرعاية الصحية" - أفضل علامة تجارية وقيادة                    |
| 2015  | حصل على جائزة محمد بن راشد آل مكتوم لتميز الأعمال.                                 |
| 2014  | أعيد اعتمادها من قبل اللجنة المشتركة الدولية                                       |
| 2012  | حصلت على جائزة برنامج تقدير الجودة في دبي (DQAP)                                   |
| 2012  | حاز على إشادة عالية لأفضل مستشفى بيئي معالج في الشرق الأوسط                        |
| 2011  | أعيد اعتمادها من قبل اللجنة المشتركة الدولية                                       |
| 2011  | حصل على جائزة أفضل مستشفى بيئي علاجي في حفل توزيع جوائز بناء المستشفيات            |
| 2011  | حصل على جائزة أفضل مشروع مستشفى في القمة العربية السنوية الثانية للاستثمار         |
| 2010  | حاز على إشادة عالية لأفضل مستشفى بيئي معالج في الشرق الأوسط                        |
| 2009  | حائز على إشادة عالية لأفضل تصميم خارجي                                             |
| 2008  | شهادة المستشفيات السويسرية الرائدة                                                 |
| 2008  | اعتماد اللجنة الدولية المشتركة                                                     |